# Johann Rudolf Zumsteeg

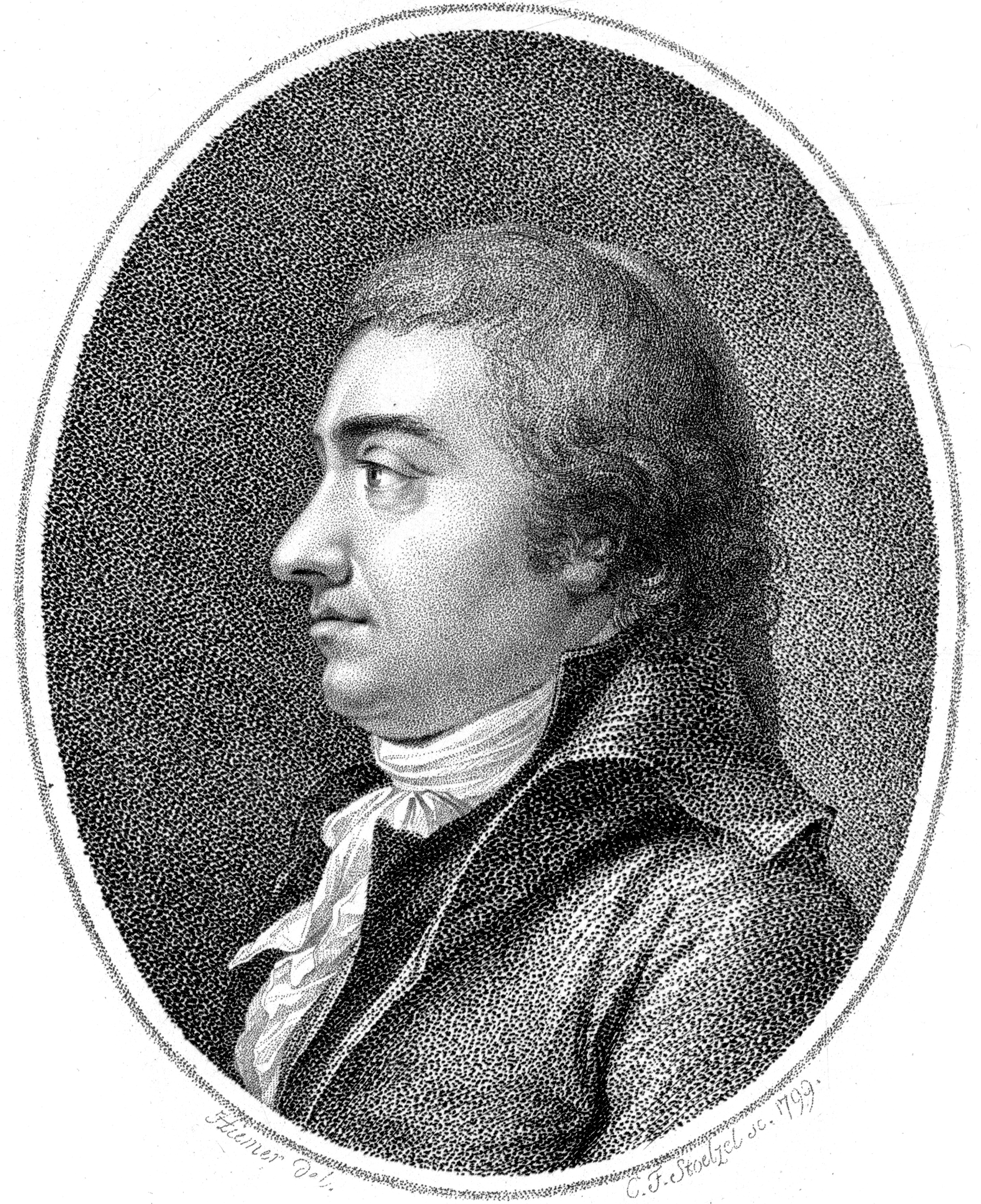
Johann Rudolf Zumsteeg

Johann Rudolf Zumsteeg, född 10 januari 1760 i Sachsenflur i Umpfertal, död 27 januari 1802 i Stuttgart, var en tysk tonsättare. 
Zumstteeg uppfostrades 1770–81 i Karlsschule i Stuttgart, där han blev nära vän med Friedrich Schiller, till vars dikter han sedermera företrädesvis satte musik, liksom Carl Friedrich Zelter till Johann Wolfgang von Goethes. Zumsteeg utbildade sig till cellist och kompositör under ledning av Agostino Poli, vilken han 1793 efterträdde som hovkapellmästare. 
Bland Zumsteegs sju operor var på sin tid Die Geisterinsel (1798) och Das Pfauenfest (1801) ganska spridda, men större berömmelse fick han som grundläggare av den moderna musikaliska balladkompositionen (bland andra Ritter Toggenburg och Lenore), som sedan utbildades av Johann Friedrich Reichardt, Carl Friedrich Zelter, Franz Schubert, Carl Loewe och Robert Schumann. Han skrev även bland annat kyrkokantater, cellosaker, melodramen Frühlingsfeier och körer till Schillers "Räuber".